# Sergueï Kara-Mourza
Pour les articles homonymes, voir Kara et Murza (homonymie).
 (mai 2022).
Si vous disposez d'ouvrages ou d'articles de référence ou si vous connaissez des sites web de qualité traitant du thème abordé ici, merci de compléter l'article en donnant les références utiles à sa vérifiabilité et en les liant à la section « Notes et références ».
Sergueï Gueorguievitch Kara-Mourza (en russe : Сергей Георгиевич Кара-Мурза, né le 23 janvier 1939 à Moscou, est un chimiste, historien, philosophe politique et sociologue soviétique puis russe. 

## Biographie
Il appartient à une famille d'origine tatare, les Kara-Murza (littéralement "Prince Noir"), issue d'un aristocrate tatar qui s'était installé à Moscou au XVe siècle.
Sergueï Kara-Mourza est diplômé en chimie de l'université d'État de Moscou en 1961. Entre 1966 et 1972, il travaille comme chimiste soviétique à Cuba. En 1983, il soutient sa thèse de doctorat en histoire des sciences et de la technologie et devient professeur en 1988. 
Il enseigne en Russie et en Espagne et est l'auteur de plusieurs publications et études universitaires consacrées à l'histoire, à la science et à la société. Son livre Mind Manipulations publié en 2000 est consacré à l'établissement et à la description du problème de la manipulation de l'opinion publique par les médias de masse pro-occidentaux en Russie et dans la civilisation soviétique, un ouvrage sur l'histoire, l'organisation politique et économique de l'URSS. À la fin des années 1990 et au début des années 2000, Sergueï Kara-Mourza écrit un certain nombre d'ouvrages politiques et philosophiques sur l'eurocentrisme, la mondialisation et les révolutions de couleur. Ses articles étaient fréquents dans les journaux russes de gauche ou nationalistes tels que la Pravda, le Zavtra d'Alexandre Prokhanov et Sovetskaïa Rossia (en).
Sergueï Kara-Mourza est connu pour ses opinions anti-mondialistes, anti-libérales et anti-occidentales ; cependant, il rejette également l'idéologie marxiste traditionnelle. Il a vivement critiqué les réformes économiques russes des années 1990 ; il est partisan d'une économie plus collectiviste. Ayant soutenu la politique du président Poutine, il s'oppose aux révolutions de couleur. 
Il est un parent de Vladimir A. Kara-Mourza et de son fils Vladimir V. Kara-Mourza.
Il a popularisé le terme golden billion, une théorie développée par Anatoli Tsikounov.